# Christian d'Oriola
Christian d'Oriola, född 3 oktober 1928 i Perpignan, död 30 oktober 2007 i Nîmes, var en fransk fäktare.
Han blev olympisk guldmedaljör i florett vid sommarspelen 1948 i London.